# Беломир
Беломир — деревня в Вяземском районе Смоленской области России. Входит в состав Семлёвского сельского поселения. Население — 18 жителей (2007 год).
Расположена в восточной части области в 27 км к юго-западу от Вязьмы, в 4 км западнее автодороги Р134 «Старая Смоленская дорога» Смоленск — Дорогобуж — Вязьма — Зубцов. В 11 км севернее деревни расположена железнодорожная станция 273-й км на линии Москва — Минск.
Данная деревня была построена священниками и посвящена Николаю Чудотворцу. В этой деревне проживали только монахи, и деревня Беломир считалась одной из сильных (по повериям в старые века). Ведь данное имя носил сам Великий князь Беломир Мудрый, не проигравший ни одной битвы в своё время. Так же есть сказания, что он являлся искусным воином на мечах и топорах. Все его поданные его любили и считали его правление одним из лучших.

## История
В 1762 году полковник Александр Иванович Потёмкин (из смоленского дворянского рода Потёмкиных) построил в своём имении Беломир храм, возле которого и был похоронен. В 1779 году село значилось владением его вдовы Анны Семёновны. В «Экономических примечаниях к межеванию земель Вяземского уезда» было сказано:

в том селе церковь во имя Рождества Пресвятой Богородицы, каменная, дом господский деревянный, мучная мельница о двух поставах, земля иловатая, крестьяне на пашне, хлеб родится средственно.

Сын полковника, секунд-майор Иван Александрович Потёмкин в 1782—1784 годах был предводителем дворянства Вяземского уезда. Здесь 6 августа 1812 года родилась его внучка Надежда — будущая старица Сарра. Рядом с мостом («Протасьев мост») через Осьму через несколько дней после её рождения был дан бой французам «для задержания их, дабы жители Вязьмы имели выбраться из своего города».
В годы Великой Отечественной войны деревня была оккупирована гитлеровскими войсками в октябре 1941 года, освобождена в марте 1943 года.
В 1903 году в Беломире родился будущий генерал-лейтенант авиации Владимир Алексеевич Ушаков.